# Vilariño de Conso
Vilariño de Conso település Spanyolországban, Ourense tartományban. Vilariño de Conso Manzaneda, Viana do Bolo, A Gudiña, Castrelo do Val, Laza és Chandrexa de Queixa községekkel határos. Lakosainak száma 510 fő (2024).

## Népesség
A település népessége az elmúlt években az alábbi módon változott:
| Lakosok száma | 815  | 749  | 727  | 700  | 632  | 633  | 558  | 519  | 505  | 510  |
|               | 2001 | 2004 | 2007 | 2009 | 2012 | 2014 | 2017 | 2019 | 2022 | 2024 |